# Stepan Voinovič Murav'ëv
Stepan Voinovič Murav'ëv, in russo Степа́н Во́инович Муравьёв? (agosto 1707 – 1768), è stato un navigatore ed esploratore russo.
Capitano tenente della Marina imperiale russa, partecipante alla Grande spedizione del nord, uno degli esploratori della parte sud-occidentale del Mare di Kara.

## Biografia
Nato a Malye Tereboni, un piccolo villaggio del governatorato di Novgorod. Bisnonno del militare e diplomatico russo Nikolaj Murav'ëv-Amurskij (1809-1881). 
Nel 1734, il tenente Stepan Murav'ëv fu nominato capo del distaccamento occidentale (Dvina-Ob') della Grande spedizione del nord (o «Seconda spedizione in Kamčatka») per rilevare la costa settentrionale, che si estende dalla foce del Pečora alla foce dell'Ob'. Nell'estate del 1734, sotto il suo comando, due koč, Ėkspedicion e Ob', lasciarono la foce della Dvina Settentrionale. L'imbarcazione Ob' era comandata dal suo assistente, Michail Stepanovič Pavlov. Dopo aver attraversato il mar Bianco e il mare di Barents, passarono lo stretto di Jugor, nel mare di Kara, fino alle isole al largo della costa occidentale della penisola Jamal: le Šarapovy Koški (Шараповы Кошки). Non furono in grado di aggirare la penisola a causa di un forte vento contrario. I membri della spedizione riuscirono a fotografare entrambe le sponde dello stretto di Jugor, parti della baia della Bajdarata e la costa occidentale della penisola Jamal.
Murav'ëv e Pavlov ricevettero molte denunce, secondo le quali i fallimenti della spedizione furono causati "dal disaccordo di questi ufficiali". Stepan Gavrilovič Malygin divenne il comandante della spedizione al posto di Murav'ëv che, il 28 dicembre 1737, fu retrocesso a marinaio. Nel 1740 fu amnistiato con il ritorno ai ranghi, ma licenziato dal servizio.